# Philip Milanov

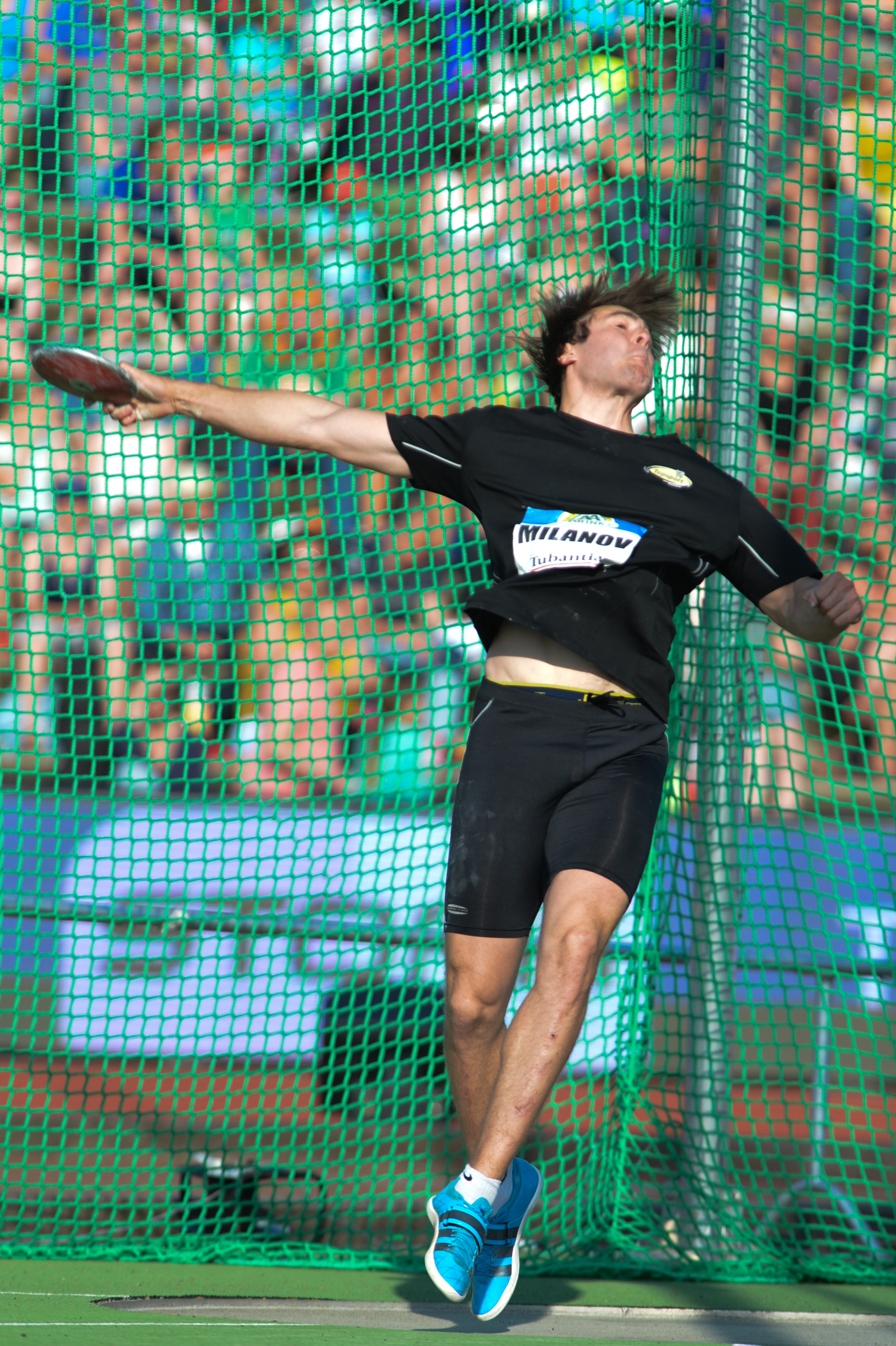
Philip Milanov in actie tijdens de FBK Games in 2015.

Philip Milanov (Brugge, 6 juli 1991) is een Belgische atleet, die gespecialiseerd is in het discuswerpen. Hij nam tweemaal deel aan de Olympische Spelen, maar behaalde daarbij geen medailles . Hij nam vijfmaal deel aan de wereldkampioenschappen en veroverde daarbij een zilveren medaille. Hij veroverde veertien Belgische titels in het discuswerpen en acht in het kogelstoten.

## Biografie

### Eerste successen
Milanov veroverde in 2011 en 2012 de Belgische titel in het discuswerpen. Hij maakte naam in 2013, toen hij vijfmaal het Belgisch record U23 verbeterde en zijn persoonlijk record op 61,81 m bracht. Hij nam deel aan de Europese kampioenschappen voor U23, waar hij vijfde werd. Hij veroverde dat jaar tevens een derde Belgische titel.
Begin 2014 kreeg Milanov een profcontract bij Topsport Vlaanderen. Bij zijn eerste meeting van het seizoen bracht hij zijn persoonlijk record naar 61,94 m. Op 23 februari verbeterde hij in het Franse Loos het Belgische record discuswerpen van Jo Van Daele tot 64,32 m.

### Doorbraak
2015 werd het jaar van de grote doorbraak voor Milanov. Tijdens de provinciale kampioenschappen in april verbeterde hij zijn Belgisch record tot 66,43. Met deze prestatie voldeed hij aan de minima voor deelname aan de wereldkampioenschappen in Peking. Hij won dat jaar het discuswerpen tijdens de Universiade in Gwangju en de IAAF Diamond League-meeting in Londen. Hij werd met een bescheiden afstand voor de vijfde opeenvolgende keer Belgisch kampioen. Op de meeting voor Mon bracht hij het Belgisch record naar 66,66. Hiermee haalde hij het minimum voor de Olympische Spelen van 2016 in Rio de Janeiro. Op de wereldkampioenschappen wierp hij tijdens de kwalificatie de discus 63,85 ver en haalde daarmee de kwalificatienorm van 65,00 niet. Hij plaatste zich als achtste toch voor de finale. Tijdens de finale haalde hij bij zijn derde poging 66,90, alweer een nieuw Belgisch record. Hij ging daarbij naar de tweede plaats, die hij daarna niet meer afgaf. Zijn zilveren medaille is de eerste Belgische zilveren medaille op de wereldkampioenschappen en het beste Belgische resultaat ooit tot dan toe.

### OS-deelname
In het olympische jaar 2016 startte Milanov in Herentals met 66,88, slechts twee centimeter onder zijn Belgisch record. Een week later verbeterde hij zijn Belgisch record in Doha, en bracht dit op 67,26. Op de Europese kampioenschappen in Amsterdam veroverde hij een zilveren medaille met een worp van 65,71. Op de Olympische Spelen van 2016 in Rio de Janeiro plaatste hij zich met een beste poging van 62,68 nipt voor de finale. In de finale stootte hij met 62,22 nog iets minder ver en eindigde hij op een negende plaats.

### Teleurstelling op WK
Milanov ving het jaar 2017 aan met een prolongatie van zijn Belgische indoortitel bij het kogelstoten. Datzelfde herhaalde hij later tijdens het buitenseizoen met zijn nationale titels in het kogelstoten en het discuswerpen, waarbij het in deze laatst discipline alweer zijn zevende titel op rij was. In de IAAF Diamond League-serie scoorde hij ook met de discus enkele malen uitstekend met eenmaal een overwinning en tweemaal een derde plaats. Het bracht hem in de Diamond League eindstand van dat jaar op een tweede plaats. Des te groter was de tegenvaller op de WK in Londen, waar hij er niet in slaagde om in de buurt te komen van zijn WK-prestatie uit 2015. De Belgische kampioen miste zelfs met zeven centimeter de finale. Een teleurgestelde Milanov: "Ik ben enorm ontgoocheld. Als ik de finale niet haal, ga ik slecht slapen". Milanov voelde zich stijf en niet goed in zijn vel. "Ik durfde niet voluit te gaan, ik was te voorzichtig."

### Clubs
Milanov was aangesloten bij Olympic Brugge, stapte daarna over naar FLAC, vervolgens Vilvoorde AC en momenteel bij AC Meetjesland. Hij is ook aangesloten bij de Franse club Lille Métropole Athlétisme.

### Trainer
Milanov werd getraind door zijn vader Emil, een voormalige Bulgaarse discuswerper, die in 1989 naar België verhuisde. 

## Kampioenschappen

### Internationale kampioenschappen
| Onderdeel    | Titel                 | Jaar |
| ------------ | --------------------- | ---- |
| discuswerpen | universitair kampioen | 2015 |

### Belgische kampioenschappen
Outdoor
| Onderdeel    | Jaar                                                                             |
| ------------ | -------------------------------------------------------------------------------- |
| discuswerpen | 2011, 2012, 2013, 2014, 2015 2016, 2017, 2018, 2019, 2020 2021, 2022, 2023, 2024 |
| kogelstoten  | 2016, 2017, 2018, 2020                                                           |

Indoor
| Onderdeel   | Jaar                   |
| ----------- | ---------------------- |
| kogelstoten | 2016, 2017, 2018, 2019 |

## Persoonlijke records
Outdoor
| Onderdeel    | Prestatie    | Datum        | Plaats  |
| ------------ | ------------ | ------------ | ------- |
| kogelstoten  | 18,63 m      | 24 juni 2018 | Lokeren |
| discuswerpen | 67,26 m (NR) | 6 mei 2016   | Doha    |

Indoor
| Onderdeel   | Prestatie | Datum            | Plaats |
| ----------- | --------- | ---------------- | ------ |
| kogelstoten | 18,27 m   | 23 februari 2018 | Gent   |

## Palmares

### discuswerpen
- 2011:  BK AC – 51,71 m
- 2012:  BK AC – 55,44 m
- 2013: 5e EK U23 in Tampere – 59,06 m
- 2013:  BK AC – 58,86 m
- 2014:  FBK Games - 66,02 m (NR)
- 2014:  Franse kampioenschappen - 61,52 m
- 2014:  BK AC – 60,57 m
- 2014: 20e EK in Zürich – 59,85 m
- 2015:  FBK Games – 64,57 m
- 2015:  Universiade in Gwangju - 64,15 m
- 2015:  BK AC – 56,92 m
- 2015:  WK in Peking – 66,90 m (NR)
- 2016:  B-meeting in Herentals - 66,88 m
- 2016:  BK AC – 62,03 m
- 2016:  EK in Amsterdam – 65,71 m
- 2016: 9e OS in Rio de Janeiro - 62,22 m (in kwal: 62,68 m)
- 2017:  BK AC - 65,07 m
- 2017: 14e kwal. WK in Londen - 63,16 m
- 2018:  BK AC - 63,39 m
- 2019:  BK AC - 60,33 m
- 2019: 29e kwal. WK in Doha - 60,24 m
- 2020:  BK AC - 60,16 m
- 2021:  BK AC - 61,36 m
- 2022:  BK AC - 61,72 m
- 2022: 10e kwal. WK in Eugene - 61,47 m
- 2022: 6e kwal. EK in München - 61,04 m
- 2023:  BK AC - 64,15 m
- 2023: 8e kwal. WK in Boedapest - 63,00 m
- 2024: 11e kwal. EK in Rome - 60,49 m
- 2024:  BK AC - 62,09 m
- 2024: 8e kwal. OS in Parijs - 62,44 m

Diamond League-resultaten
- 2015:  London Grand Prix – 65,15 m
- 2015:  Dagens Nyheter Galan – 64,97 m
- 2016:  Qatar Athletic Super Grand Prix in Doha – 67,26 m (NR)
- 2016:  Athletissima in Lausanne – 65,61 m
- 2016:  Diamond League - 26 p
- 2017:  Shanghai Golden Grand Prix – 64,94 m
- 2017:  Bislett Games – 66,39 m
- 2017:  London Anniversary Games – 66,65 m
- 2017:   Diamond League - 25 p
- 2018: 4e Stockholm Bauhaus Athletics - 66,51 m

### kogelstoten
- 2014:  BK indoor AC – 16,77 m
- 2014:  BK AC - 16,50 m
- 2015:  BK indoor AC – 17,60 m
- 2015:  BK AC - 16,90 m
- 2016:  BK indoor AC – 17,29 m
- 2016:  BK AC - 16,69 m
- 2017:  BK indoor AC – 17,42 m
- 2017:  BK AC - 17,77 m
- 2018:  BK indoor AC – 17,67 m
- 2018:  BK AC - 17,29 m
- 2019:  BK indoor AC – 17,77 m
- 2020:  BK AC - 16,65 m
- 2021:  BK AC - 17,32 m

## Onderscheidingen
- 2015: Gouden Spike
- 2017: Gouden Spike